# Cobitis arachthosensis
Cobitis arachthosensis là một loài cá vây tia trong họ (Cobitidae). Loài này đặc hữu Hy Lạp.. 
Loài này thuộc phân chia Bicanestrinia, cùng với C. hellenica, C. meridionalis và C. trichonica. Môi trường sinh sống tự nhiên của nó là lưu vực sông Arachthos. Nó bị đe dọa do mất môi trường sống.

## Cước chú
1. ↑  Crivelli (2005a)
2. ↑  Crivelli (2005a), Perdices et al. (2008)